# Ла-Сальветат-Лораге
Ла-Сальвета́т-Лораге́ (фр. La Salvetat-Lauragais, окс. La Salvetat de Lauragués) — коммуна во Франции, находится в регионе Юг — Пиренеи. Департамент — Верхняя Гаронна. Входит в состав кантона Караман. Округ коммуны — Тулуза.
Код INSEE коммуны — 31527.

## География

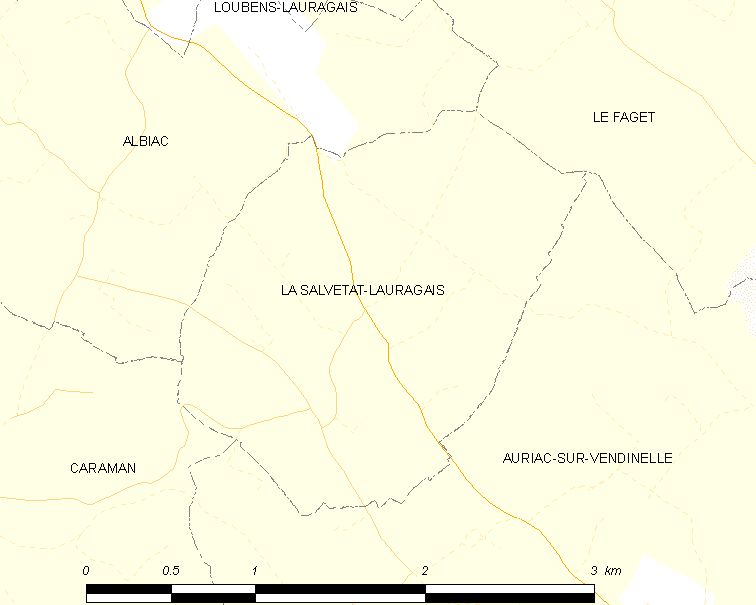
Карта коммуны

Коммуна расположена приблизительно в 600 км к югу от Парижа, в 30 км к востоку от Тулузы.
По территории коммуны протекают небольшие реки Вандинель и Вилландр (фр. Villandres).

## Климат
Климат умеренно-океанический. Зима мягкая и снежная, весна характеризуется сильными дождями и грозами, лето сухое и жаркое, осень солнечная. Преобладают сильные юго-восточные и северо-западные ветры.

## Население
Население коммуны на 2010 год составляло 137 человек.
| 1962 | 1968 | 1975 | 1982 | 1990 | 1999 | 2010 |
| ---- | ---- | ---- | ---- | ---- | ---- | ---- |
| 107  | 103  | 68   | 65   | 70   | 97   | 137  |

## Администрация
| Период | Период | Фамилия           | Партия                  | Примечания |
| ------ | ------ | ----------------- | ----------------------- | ---------- |
| 2001   | 2008   | Анкарнасьон Бонур | Социалистическая партия |            |
| 2008   | 2014   | Жильбер Дален     |                         |            |
| 2014   | 2020   | Жером Дален       |                         |            |

## Экономика
В 2010 году среди 84 человек трудоспособного возраста (15—64 лет) 61 были экономически активными, 23 — неактивными (показатель активности — 72,6 %, в 1999 году было 64,4 %). Из 61 активных жителей работали 59 человек (32 мужчины и 27 женщин), безработных было 2 (0 мужчин и 2 женщины). Среди 23 неактивных 8 человек были учениками или студентами, 8 — пенсионерами, 7 были неактивными по другим причинам.